# Arthur Chuquet
Arthur Maxime Chuquet, född den 28 februari 1853, död den 7 juni 1925, var en fransk historiker.
Chuquet studerade i Leipzig, blev 1888 ledare för Revue critique d'histoire et de littérature och 1901 professor vid franska krigshögskolan. Han författade bland annat Le général Chanzy (1884), Les guerres de la révolution (11 band, 1886-96), La guerre 1870-71 (1895), La jeunesse de Napoléon (3 band, 1897-99), Études de littérature allemande (2 band, 1900-02), Un prince jacobin, Charles de Hesse (1906).